# Línea de la Engadina
La línea del Engadina (en alemán: Engadinerlinie; en italiano: Linea dell'Engadina) es una línea ferroviaria de ancho métrico del Ferrocarril Rético (RhB) situada en el cantón de los Grisones, Suiza. Esta línea conecta Bever con Scuol y Tarasp. Normalmente la línea de Samedan-Pontresina también es considerada parte de esta línea.

## Historia
Tras la construcción de la línea del Albula el cantón de los Grisones y las autoridades militares federales, entre otros, se mostraron muy interesados en una línea ferroviaria a través del Engadina. Originalmente esta línea estaba pensada solo como un ramal, pero debido a su gran popularidad se le dio una mayor prioridad. La línea fue finalmente puesta en servicio por el Ferrocarril Rético el 27 de julio de 1903. El profesor Friedrich Hennings, que ya había diseñado la línea del Albula, había estado trabajando en un proyecto para una línea técnica y financieramente viable a través del Engadina. Después de la preparación de los diseños para este proyecto la oficina de Loste en París, junto con el ingeniero Peter Saluz, se hizo cargo de la planificación detallada, que se basó en los planes del profesor Hennings. En 1907 se presentó finalmente un proyecto que preveía una línea de 49,5 km con un total de 17 túneles y 55 grandes puentes. Las estructuras de ingeniería de la línea requerían ahora especialistas con experiencia. Entonces Hans Studer, que ya estaba trabajando en el viaducto de Wiesen, fue encargado como supervisor de obra para el tramo Zernez-Scuol. Un experimentado técnico en construcción, Jakob G. Zollinger, asumió la responsabilidad en la sección Zernez-Scuol.
La construcción de toda la línea se inició en primavera de 1909. Originalmente se iba a terminar en verano de 1912, pero los ingenieros y trabajadores se toparon con problemas inesperados en la construcción de túneles entre Guarda y Scuol. Mientras Bever y Guarda ya estaban ocupados con la construcción de vías y superestructuras en primavera de 1912, los mineros entre Guarda y Scuol tuvieron que lidiar con presiones de roca inusuales, capas de roca sueltas y la entrada de agua durante la construcción del túnel. Finalmente, el avance de los túneles más largos en Magnacun (1909 m) y Tasna (2350 m) tuvo lugar en junio/julio de 1912. La línea se inauguró oficialmente el 28 y 29 de junio de 1913.
El 29 de agosto de 1911 un marco de madera de 30 metros de altura se derrumbó en el viaducto Val Mela entre Cinuos-chel y Brail, causando la muerte de doce trabajadores italianos. En recuerdo de esta desgracia, cuya causa nunca se estableció, hay una placa en el portal de la entrada del túnel Brail 1, que fue restaurado por última vez en 2003.
Como resultado de la operación de prueba eléctrica en la línea de Spiez-Frutigen el Ferrocarril Rético se interesó en la nueva tecnología de tracción que utiliza corriente alterna monofásica. El Ferrocarril Rético decidió, por tanto, utilizar esta línea, todavía en construcción, como línea de prueba de la corriente alterna monofásica. El Ferrocarril Rético encargó el suministro de energía a la central eléctrica de Brusio. La central eléctrica de Brusio tenía que asegurar el suministro de electricidad desde el valle de Poshiavo a través del paso de Bernina hasta la subestación de Bever. Así, el Ferrocarril Rético pudo operar eléctricamente la línea desde su apertura.

## Accidentes e incidentes
- El 22 de marzo de 1927 un tren chocó contra una roca caída en la aproximación al túnel Magnacun entre Guarda y Ardez. El Ge 2/4 206 fue forzado contra el borde de la pared del portal del túnel. El conductor de la locomotora murió, dos pasajeros resultaron gravemente heridos y siete resultaron levemente heridos.[5]
- El 19 de marzo de 1937 el último tren vespertino entre Zernez y Susch se topó con una ventisca. La locomotora Ge 4/6 391 descarriló y llegó hasta el Eno, pero los vagones se detuvieron en la vía. El maquinista murió y un Bahnmeister (un funcionario local a cargo del mantenimiento de la vía) que viajaba resultó gravemente herido, pero los pasajeros escaparon heridos. La locomotora no se pudo recuperar durante más de dos meses.[5][6]
- Un extraño accidente ocurrió el 30 de abril de 2012, cuando a última hora de la tarde un tren de la ruta Scuol-Tarasp-Klosters chocó con un oso pardo llamado M13 en la estación de Ftan Baraigla. No se detectaron lesiones importantes en el animal.[7]

## Descripción de la línea

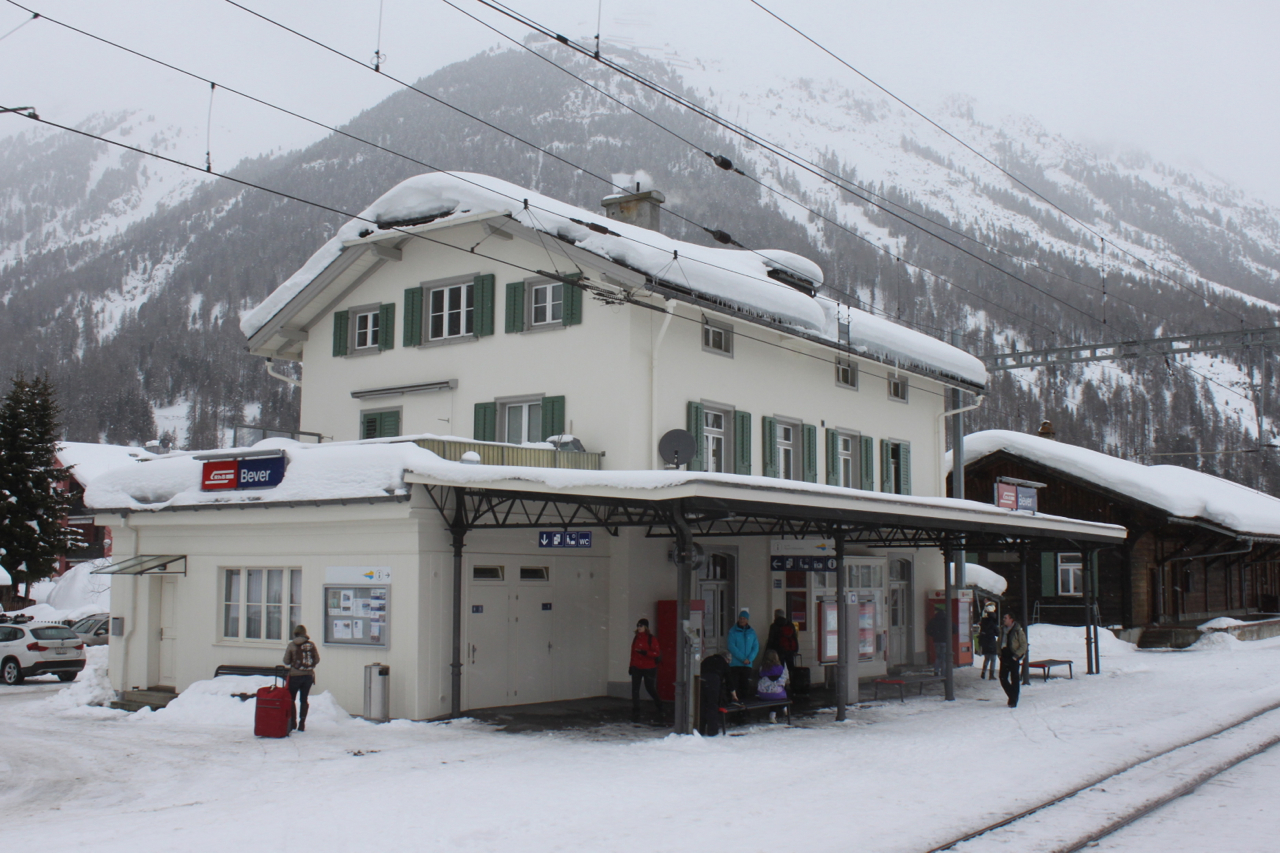
Estación de Bever en febrero de 2014

La línea del Engadina comienza en la estación de Bever, donde se desvía de la línea del Albula. La línea discurre ahora en el todavía ancho lado izquierdo del valle de Alta Engadina con una pendiente del 2% a través de las estaciones de La Punt Chamues-ch, Madulain, Zuoz y S-chanf a Cinuos-chel-Brail. La parada de S-chanf Marathon se encuentra en el km 107,4 entre S-chanf y Cinuos-chel-Brail; en esta estación solo se detienen trenes seleccionados para eventos deportivos en invierno y verano. Después de la estación de Cinuos-chel-Brail, la línea pasa sobre el Eno en el famoso viaducto Inn de 113 m de largo hacia el lado derecho (sur) del valle y luego pasa por varias estructuras y túneles hasta Zernez. La línea desciende desde Alta Engadina hasta Baja Engadina en un gran bucle en la aproximación a Zernez. Después de Zernez la línea cambia hacia el lado izquierdo (norte) del valle en un gran puente de acero y luego pasa con una pendiente constante de 2% a través de varios túneles pequeños hasta Susch. Poco después de la estación de Susch y un túnel de conexión (Sasslatsch II, 277 m de longitud) la línea se bifurca en el túnel Vereina. La línea continúa por el lado izquierdo del valle y llega a Sagliains y al portal norte del túnel Vereina. La estación es tanto una estación de carga de coches para el tren lanzadera a través del túnel Vereina como una estación de intercambio para trenes de pasajeros. No se ha construido una salida para que los pasajeros lleguen a la vía pública.
Después de Sagliains la línea continúa por las estaciones de Lavin, Guarda, Ardez y Ftan, así como por varios túneles más pequeños, los largos túneles Tasna y Magnacun y varios viaductos hasta Scuol-Tarasp.

## Tráfico de trenes

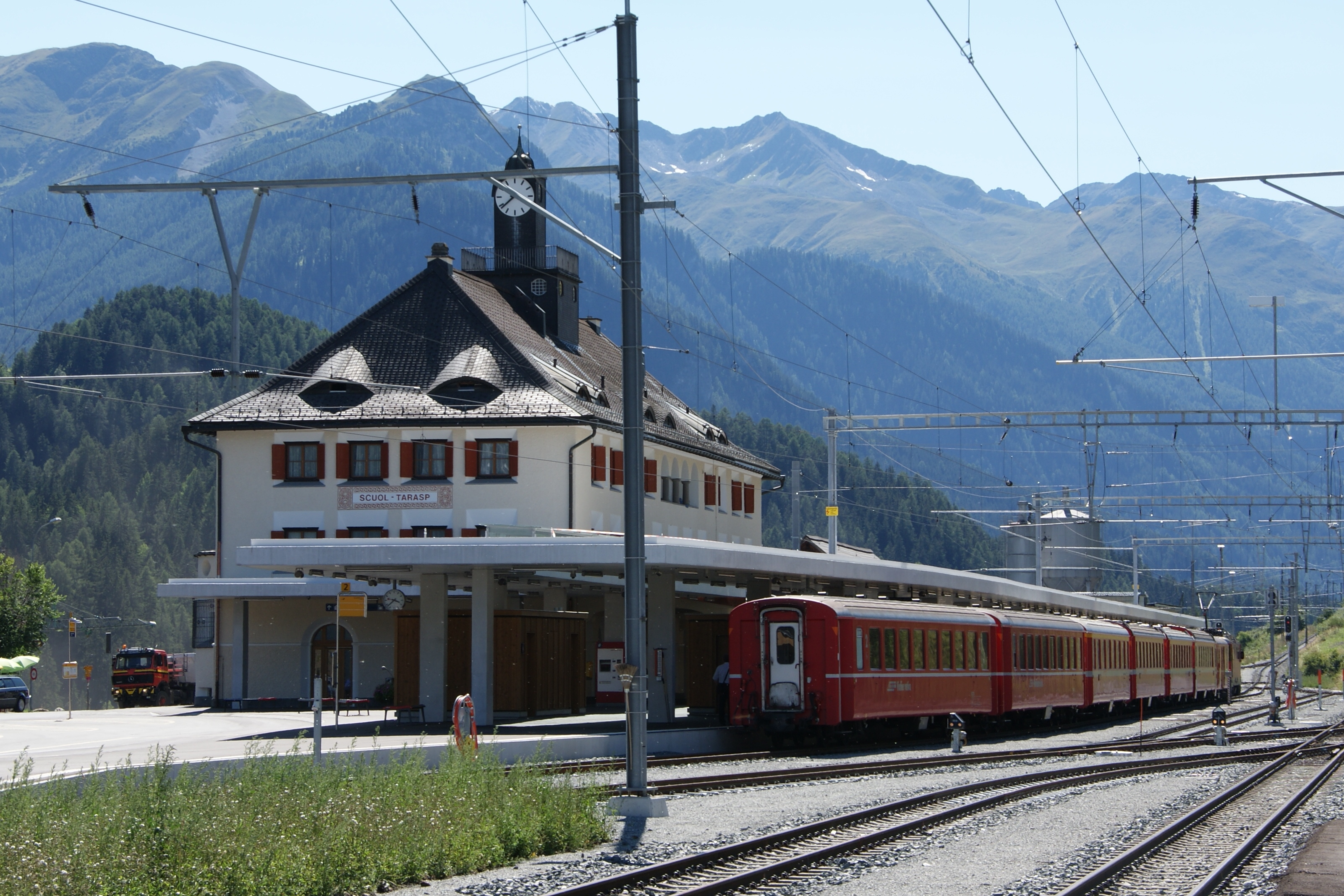
Tren saliendo de la estación de Scuol-Tarasp

La línea está servida por los trenes regionales por hora Pontresina-Samedan-Bever-Zernez-Scuol-Tarasp. La sección Sagliains-Scuol-Tarasp también es servida por hora por trenes regionales Disentis-Landquart-Scuol-Tarasp. La sección entre el túnel Vereina y Bever también es servida por los servicios RegioExpress en intervalos de dos horas en el mediodía.
El transporte de mercancías también juega un papel importante en toda la línea del Engadina. Varios trenes de carga circulan regularmente hacia Scuol-Tarasp de lunes a viernes y un tren de carga va de Landquart a Samedan vía Zernez casi cada dos horas. Además, hay trenes de mercancías regulares a Zernez. Desde 1999 la línea del Vereina vía Zernez, Vereina y Klosters a Landquart ha sido más rápida que la ruta a través de la línea del Albula a Landquart, por lo que ahora muchos trenes de mercancías pasan por el túnel Vereina hacia el Engadina.

## Conexión a Tirol del Sur (Italia)
La vieja idea de una línea por el paso de Fuorn que conectaría el Engadina con el Val Venosta en Tirol del Sur experimentó un nuevo repunte después de la reapertura de la línea de Merano-Mals (Vinschgaubahn) en 2005. Como parte de un proyecto interregional financiado por la UE se desarrollaron y examinaron con más detalle varias rutas posibles. Los resultados de los estudios se presentaron en una reunión de 2013; el requisito de financiación se estimó en alrededor de mil millones de euros, según la ruta elegida.